# Det ulogiske instrument
Det ulogiske instrument er en dansk dokumentarfilm fra 2003, der er instrueret af Arun Sharma efter manuskript af ham selv og Alessandro Canossa.

## Handling
Om at mestre et ulogisk musikinstrument og samtidig en vanskelig og ulogisk sygdom.